# Kråkbärssläktet
Kråkbärssläktet (Empetrum) är ett växtsläkte i familjen ljungväxter från norra tempererade regionen, Anderna och på öar i södra Atlanten. Uppgifter om antalet arter varierar från 1-20 beroende på hur snävt artbegreppet tillämpas. Kråkbär (E. nigrum) förekommer naturligt i de nordiska länderna.